# Грб
Грбови на штиту су део европске традиције, настали као знак власништва одређене особе или групе људи, и који су он или она користили на разне начине. За разлику од печата и амблема, грбови на штиту имају свој формални опис – блазон.

## Историја
Хералдички дизајни су ушли у општу употребу међу европским племством у 12. веку. Систематска, наследна хералдика развила се до почетка 13. века. Право да се користе грбови, по закону или друштвеној конвенцији, разликовало се у извесној мери од земље до земље. Рани хералдички дизајни су били лични, користили су их поједини племићи (који су такође могли да мењају свој одабрани дизајн током времена). Грбови постају доследнији до краја 12. века, на пример у Енглеској од краља Ричарда I током Трећег крсташког рата (1189–1192).
Грађански грбови су се користили у северној Италији у другој половини 14. века, а у Светом римском царству средином 14. века. У касном средњем веку, употреба грбова се проширила на свештенство, на градове као грађански идентификатор и на краљевске организације као што су универзитети и трговачке компаније. Вексилологија и хералдика су уско повезане.
Сам термин грб је повезан са огртачем са хералдичким мотивима који су носили борци, посебно на витешком турниру, те се на старофранцуском назива cote a armer. Смисао се преноси на сам хералдички дизајн на средњеенглеском језику, средином 14. века.
Упркос одсуства уобичајене, широко распрострањеној регулативе, хералдика је остала доследна широм Европе, где је сама традиција регулисала дизајн и употребу грбова. Неке нације, као што су Енглеска и Шкотска, још увек су конзистентне у одржавању истог хералдичког ауторитета који су традиционално придавале при регулисању грбова током вековима, и настављају да то чине и данас. У Енглеској, на пример, доделу грбова контролише краљевска организација Колеџ за грбове. За разлику од печата и других општих амблема, хералдичка „достигнућа“ имају формални опис који се зове блазон, при чему се користи речник који омогућава доследност у хералдичким приказима. У данашње време, грбови се још увек користе од стране разних институција и појединаца: на пример, многи европски градови и универзитети имају смернице о томе како се њихови грбови могу користити и штите њихову употребу као заштитна обележја, као што то чине и са било којим другим јединственим идентификатором. Постоје многа друштва која такође помажу у дизајну и регистрацији личних грбова.
Хералдика је упоређена са модерним корпоративним логотипима.

## Елементи грба
Грб се састоји из више елемената:
- Штит у хералдици
- Плашт у хералдици
- Челенка у хералдици
- Држачи штита у хералдици
- Постамент у хералдици
- Мото

## Развој хералдичког грба
У току борбе, витезови прекривени својим оклопом, нису се могли међусобно распознавати. Постепено се почело стављати различити симболи на штит и на груди, истовремено са бојењем штитова и плашта. То је знатно олакшавало разликовање витезова на бојном пољу или на многобројним витешким турнирима тог времена.
Тако се дошло до велике разноврсности у погледу слике на грудима и на штиту и боје плашта, и убрзо су краљевски хералдичари покушали забележити све грбове у свом краљевству па им уједно и одредити некаква правила – чиме настаје хералдика као врста науке.
Уједно, с обзиром да се тада власт углавном темељила на успеху на бојном пољу, владари су почели користити елементе свог витешког обележја као свој симбол и у стварима државног значаја. Стилизовани су хералдички симболи, елементи витешких симбола пренесених на папир, који су се на тај начин могли користити за најразличитије потребе. Сама кацига је, и тада, означавала властелински статус носиоца грба.
Каснији, развијени облик хералдичких грбова укључивао је и држаче штита и мото. Држачи штита, или подупирачи, су објашњавали на чему носилац грба темељи свој ауторитет, па су се могли наћи најчешће разни светитељи (који истичу божанско право) и животиње (које су имале да истакну духовне или физичке квалитете носиоца грба) на које су се позивали разни владари и племићи, и темељили свој статус. На траци испод штита је у почетку најчешће стајао борбени поклич претка носиоца грба, а касније су се стављани цитати из Светог писма и латинске изреке, и друге поруке које су говориле о идеалима и амбицијама носиоца грба. Само поље штита скоро да се претварало у сликарско платно – подељено на неколико поља тако да свако поље говори о неком аспекту статуса носиоца тог грба, високом пореклу или заслугама за краља.
Грб је, данас, симболички знак као обележје једне државе, народа, града, племићке породице или појединца. Наука која се бави изучавањем грбова се назива Хералдика или „наука о грбовима“. Научници који се баве овом области се називају Хералдичари. Хералдика је стандардизована у средњем веку иако овакви системи постоје и пре средњег века и сврставају се у пре хералдички период.
Грбови се најчешће приказују на истакнутим местима и на заставама.